# 白辛树属
白辛树属（学名：Pterostyrax）是安息香科下的一个属，为落叶乔木或灌木植物。属下物種有：小葉白辛樹、毛果白辛樹，與白辛樹等3個物種。主要分布于亚洲东部，如中國、日本等地。